# Wilhelm von Kaulbach

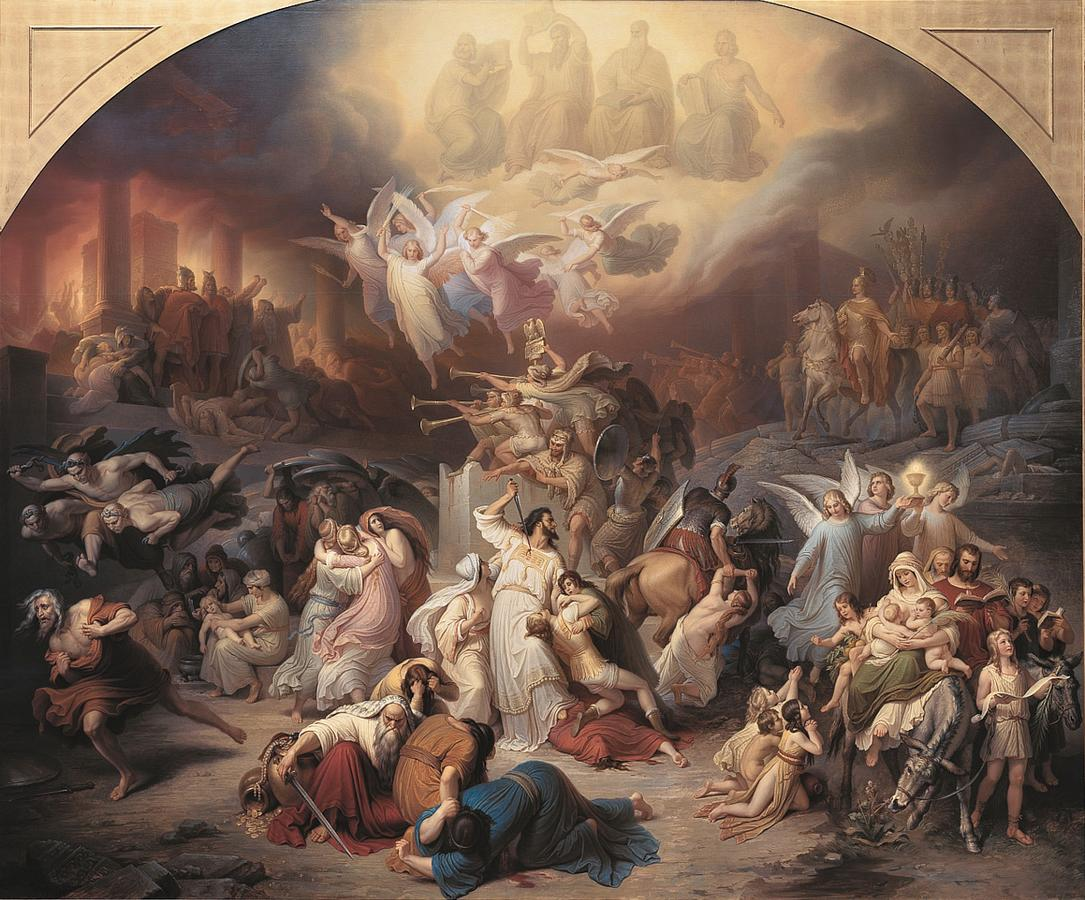
Zburzenie Jerozolimy przez Tytusa

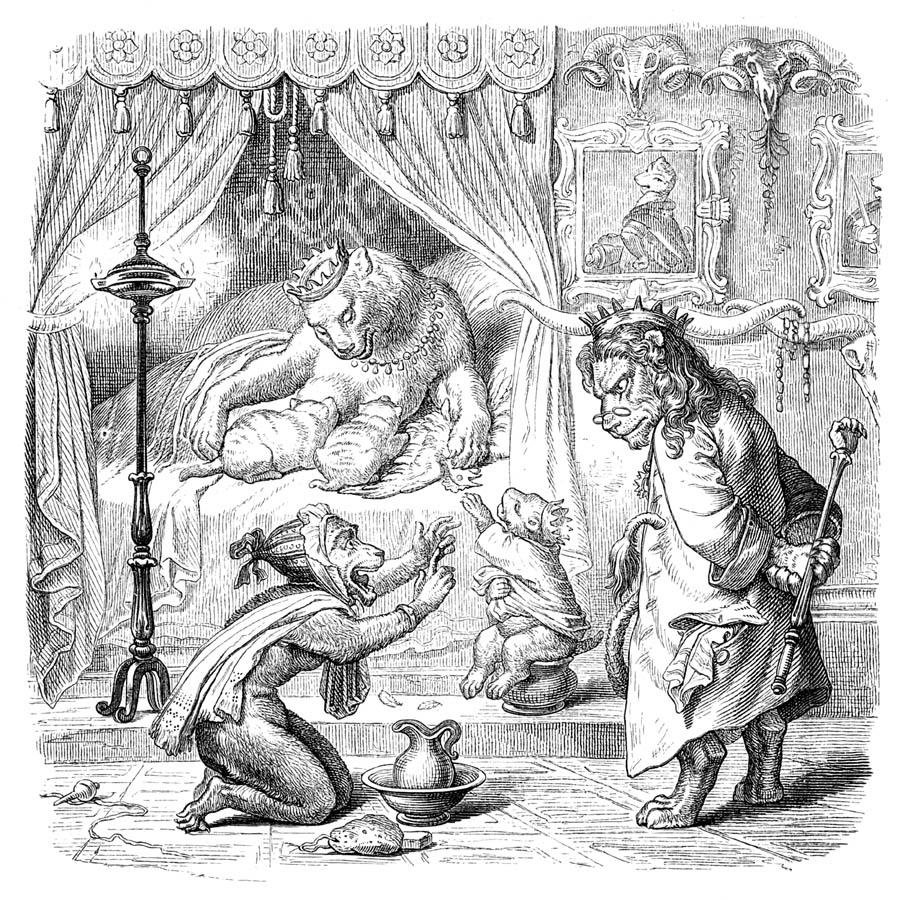
Ilustracja do Reineke Lis

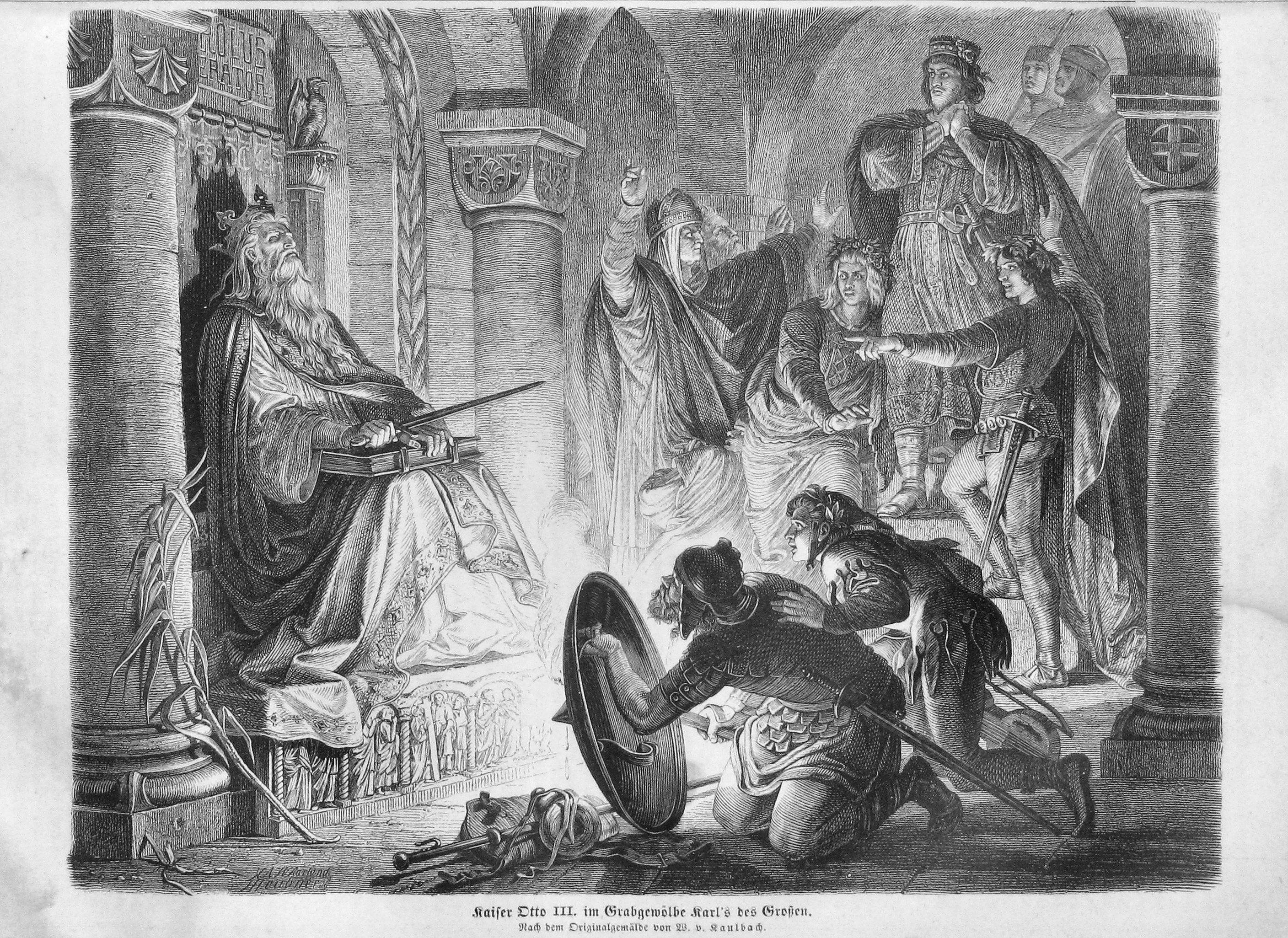
Drzeworyt "Otwarcie grobowca Karola Wielkiego"

Wilhelm von Kaulbach (ur. 15 października 1805 w Bad Arolsen, zm. 7 kwietnia 1874 w Monachium) – malarz niemiecki, twórca wielkoformatowych obrazów o treści historycznej i literackiej.

## Życiorys
Był synem wędrownego jubilera i wytwórcy pieczęci. Uczył się rysunku najpierw u swojego ojca, od roku 1822 studiował na Akademii Sztuk Pięknych w Düsseldorfie u Petera von Corneliusa. Wraz z nim przeniósł się w roku 1826 do Monachium, gdzie współpracował przy freskach w monachijskich pałacach. W latach 1834–1837 na zlecenie Atanazego Raczyńskiego wykonał historyczny obraz „Bitwa Hunów” który przyniósł mu sławę i w roku 1837 nominację na malarza nadwornego króla Ludwika I Wittelsbacha. 
Kaulbach został wkrótce jednym z najsławniejszych malarzy swoich czasów. Na zamówienie króla Ludwika I Wittelsbacha stworzył obraz „Zburzenie Jerozolimy” oraz liczne freski na sufitach i ścianach pałaców, utrzymane w stylu Petera von Corneliusa. Na zlecenie króla Fryderyka Wilhelma IV Pruskiego w latach 1845-1865 wykonał dekorację malarską klatki schodowej w Nowym Muzeum w Berlinie. W latach 1838–1839 podczas pobytu w Rzymie podpisał z wydawcą Cotta w Stuttgarcie umowę na ilustracje do „Reinecke Lis” Goethego. Stworzył też ilustracje do innych dzieł klasycznej literatury światowej. Portret Maksymiliana II Habsburga w roli wielkiego mistrza orderu św. Huberta oraz ołówkowy szkic do portretu Loli Montez przyniosły mu sławę portrecisty. 
W roku 1849 został mianowany dyrektorem Akademii Sztuk Pięknych w Monachium. Został członkiem Akademii Sztuk w Berlinie, Dreźnie i Brukseli, w roku 1866 nadano mu stan szlachecki. 
Zmarł podczas epidemii cholery w Monachium. Został pochowany na Starym Cmentarzu Południowym w Monachium.
Wilhelm von Kaulbach stał się protoplastą rodziny malarzy, do której należeli jego syn Hermann von Kaulbach (1846–1909) oraz jego kuzyn Friedrich Kaulbach (1822–1903) i syn Friedricha Friedrich August von Kaulbach (1850–1920).

## Wpływ i nawiązania
Obraz "Hunnenschlacht" (Bitwa Hunów), na którym Wilhelm von Kaulbach przedstawił zwycięskie starcie wojsk Cesarstwa Rzymskiego z Hunami w 451 roku, stał się inspiracją do napisania przez Ferenca Liszta poematu symfonicznego o tym samym tytule